# Mistrzostwa Czterech Kontynentów w Łyżwiarstwie Figurowym 2001
Mistrzostwa czterech kontynentów w łyżwiarstwie figurowym 2001 – 3. edycja zawodów rangi mistrzowskiej dla łyżwiarzy figurowych z Azji, Afryki, Ameryki oraz Australii i Oceanii. Mistrzostwa odbywały się od 5 do 11 lutego 2001 w hali Delta Center w amerykańskim Salt Lake City.
Mistrzami w konkurencjach solowych zostali Chińczyk Li Chengjiang i Japonka Fumie Suguri. Wśród par sportowych triumfowali Kanadyjczycy Jamie Salé i David Pelletier. Natomiast w konkurencji par tanecznych złoto wywalczyli także reprezentanci Kanadyjczycy Shae-Lynn Bourne i Victor Kraatz.

## Program zawodów
- 5–6 lutego – oficjalne treningi
- 7 lutego – uroczyste otwarcie zawodów, taniec obowiązkowy, program krótki par sportowych, program krótki solistów
- 8 lutego – taniec oryginalny, program dowolny par sportowych, program krótki solistek
- 9 lutego – taniec dowolny, program dowolny solistów
- 10 lutego – program dowolny solistek, bankiet
- 11 lutego – pokazy mistrzów

## Klasyfikacja medalowa
| L.p. | Reprezentacja     | Złoto | Srebro | Brąz | Razem |
| ---- | ----------------- | ----- | ------ | ---- | ----- |
| 1    | Kanada            | 2     | 0      | 1    | 3     |
| 2    | Japonia           | 1     | 1      | 1    | 3     |
| 3    | Chiny             | 1     | 1      | 0    | 2     |
| 4    | Stany Zjednoczone | 0     | 2      | 2    | 4     |

## Wyniki

### Soliści
| Poz. | Zawodnik          | Reprezentacja     | Punkty | SP | FS  |
| ---- | ----------------- | ----------------- | ------ | -- | --- |
| 1    | Li Chengjiang     | Chiny             | 2,0    | 2  | 1   |
| 2    | Takeshi Honda     | Japonia           | 4,0    | 4  | 2   |
| 3    | Michael Weiss     | Stany Zjednoczone | 5,5    | 5  | 3   |
| 4    | Matthew Savoie    | Stany Zjednoczone | 7,5    | 3  | 6   |
| 5    | Zhang Min         | Chiny             | 8,5    | 9  | 4   |
| 6    | Yamato Tamura     | Japonia           | 10,5   | 5  | 8   |
| 7    | Emanuel Sandhu    | Kanada            | 11,5   | 13 | 5   |
| 8    | Li Yunfei         | Chiny             | 12,5   | 11 | 7   |
| 9    | Ben Ferreira      | Kanada            | 12,5   | 7  | 9   |
| 10   | Yosuke Takeuchi   | Japonia           | 17,0   | 14 | 10  |
| 11   | Jayson Dénommée   | Kanada            | 17,0   | 12 | 11  |
| 12   | Roman Skorniakov  | Uzbekistan        | 17,0   | 10 | 12  |
| 13   | Anthony Liu       | Australia         | 17,0   | 8  | 13  |
| 14   | Lee Kyu-hyun      | Korea Południowa  | 22,0   | 16 | 14  |
| 15   | Bradley Santer    | Australia         | 23,5   | 15 | 16  |
| 16   | Juri Litvinov     | Kazachstan        | 24,0   | 18 | 15  |
| 17   | Vladimir Belomoin | Uzbekistan        | 26,5   | 19 | 17  |
| 18   | Ricky Cockerill   | Nowa Zelandia     | 26,5   | 17 | 18  |
| 19   | Simon Thode       | Nowa Zelandia     | 29,5   | 21 | 19  |
| 20   | Mauricio Medellin | Meksyk            | 30,0   | 20 | 20  |
| 21   | Manuel Segura     | Meksyk            | 32,0   | 22 | 21  |
| WD   | Todd Eldredge     | Stany Zjednoczone | DNF    | 1  | DNF |

### Solistki
| Poz.                                 | Zawodniczka              | Reprezentacja     | Punkty | SP | FS |
| ------------------------------------ | ------------------------ | ----------------- | ------ | -- | -- |
| 1                                    | Fumie Suguri             | Japonia           | 2,0    | 2  | 1  |
| 2                                    | Angela Nikodinov         | Stany Zjednoczone | 5,5    | 7  | 2  |
| 3                                    | Yoshie Onda              | Japonia           | 5,5    | 5  | 3  |
| 4                                    | Tatiana Malinina         | Uzbekistan        | 5,5    | 1  | 5  |
| 5                                    | Jennifer Kirk            | Stany Zjednoczone | 6,0    | 4  | 4  |
| 6                                    | Shizuka Arakawa          | Japonia           | 8,5    | 3  | 7  |
| 7                                    | Amber Corwin             | Stany Zjednoczone | 10,5   | 9  | 6  |
| 8                                    | Jennifer Robinson        | Kanada            | 12,0   | 8  | 8  |
| 9                                    | Annie Bellemare          | Kanada            | 13,0   | 6  | 10 |
| 10                                   | Stephanie Zhang          | Australia         | 14,0   | 10 | 9  |
| 11                                   | Nicole Watt              | Kanada            | 19,5   | 17 | 11 |
| 12                                   | Joanne Carter            | Australia         | 19,5   | 15 | 12 |
| 13                                   | Park Bit-na              | Korea Południowa  | 19,5   | 11 | 14 |
| 14                                   | Miriam Manzano           | Australia         | 20,0   | 14 | 13 |
| 15                                   | Wang Huan                | Chiny             | 22,5   | 13 | 16 |
| 16                                   | Fang Dan                 | Chiny             | 24,0   | 18 | 15 |
| 17                                   | Carina Chen              | Chińskie Tajpej   | 24,0   | 12 | 18 |
| 18                                   | Shirene Human            | Południowa Afryka | 25,0   | 16 | 17 |
| 19                                   | Dirke O´Brien Baker      | Nowa Zelandia     | 29,5   | 21 | 19 |
| 20                                   | Rocio Salas Visuet       | Meksyk            | 31,0   | 20 | 21 |
| 21                                   | Sun Siyin                | Chiny             | 31,5   | 23 | 20 |
| 22                                   | Marina Khalturina        | Kazachstan        | 33,5   | 19 | 24 |
| 23                                   | Christine Lee            | Hongkong          | 34,0   | 24 | 22 |
| 24                                   | Diane Chen               | Chińskie Tajpej   | 34,0   | 22 | 23 |
| Nie awansowały do programu dowolnego |                          |                   |        |    |    |
| 25                                   | Choi Young-eun           | Korea Południowa  | NQ     | 25 | NQ |
| 26                                   | Anastasiya Gimazetdinova | Uzbekistan        | NQ     | 26 | NQ |
| 27                                   | Shin Yea-ji              | Korea Południowa  | NQ     | 27 | NQ |
| 28                                   | Gladys Orozco Montemayor | Meksyk            | NQ     | 28 | NQ |
| 29                                   | Simone Joseph            | Południowa Afryka | NQ     | 29 | NQ |
| 30                                   | Quinn Wilmans            | Południowa Afryka | NQ     | 30 | NQ |
| 31                                   | Imelda-Rose Hegerty      | Nowa Zelandia     | NQ     | 31 | NQ |
| 32                                   | Ingrid Roth              | Meksyk            | NQ     | 32 | NQ |

### Pary sportowe
| Poz. | Zawodnicy                            | Reprezentacja     | Punkty | SP | FS |
| ---- | ------------------------------------ | ----------------- | ------ | -- | -- |
| 1    | Jamie Salé / David Pelletier         | Kanada            | 1,5    | 1  | 1  |
| 2    | Shen Xue / Zhao Hongbo               | Chiny             | 3,0    | 2  | 2  |
| 3    | Kyoko Ina / John Zimmerman           | Stany Zjednoczone | 4,5    | 3  | 3  |
| 4    | Pang Qing / Tong Jian                | Chiny             | 7,0    | 6  | 4  |
| 5    | Tiffany Scott / Philip Dulebohn      | Stany Zjednoczone | 8,5    | 5  | 6  |
| 6    | Anabelle Langlois / Patrice Archetto | Kanada            | 9,0    | 8  | 5  |
| 7    | Kristy Sargeant-Wirtz / Kris Wirtz   | Kanada            | 9,0    | 4  | 7  |
| 8    | Yūko Kawaguchi / Aleksandr Markuncow | Japonia           | 12,5   | 9  | 8  |
| 9    | Danielle Hartsell / Steve Hartsell   | Stany Zjednoczone | 12,5   | 7  | 9  |
| 10   | Natalia Ponomareva / Evgeni Sviridov | Uzbekistan        | 15,0   | 10 | 10 |
| 11   | Marina Aganina / Artiom Kniaziew     | Uzbekistan        | 16,5   | 11 | 11 |

### Pary taneczne
| Poz. | Zawodnicy                              | Reprezentacja     | Punkty | CD1 | CD2 | OD | FD |
| ---- | -------------------------------------- | ----------------- | ------ | --- | --- | -- | -- |
| 1    | Shae-Lynn Bourne / Victor Kraatz       | Kanada            | 2,0    | 1   | 1   | 1  | 1  |
| 2    | Naomi Lang / Peter Tchernyshev         | Stany Zjednoczone | 4,0    | 2   | 2   | 2  | 2  |
| 3    | Marie-France Dubreuil / Patrice Lauzon | Kanada            | 6,0    | 3   | 3   | 3  | 3  |
| 4    | Megan Wing / Aaron Lowe                | Kanada            | 9,0    | 5   | 5   | 5  | 4  |
| 5    | Jessica Joseph / Brandon Forsyth       | Stany Zjednoczone | 9,0    | 4   | 4   | 4  | 5  |
| 6    | Beata Handra / Charles Sinek           | Stany Zjednoczone | 12,0   | 6   | 6   | 6  | 6  |
| 7    | Nakako Tsuzuki / Rinat Farkhoutdinov   | Japonia           | 14,0   | 7   | 7   | 7  | 7  |
| 8    | Zhang Weina / Cao Xianming             | Chiny             | 16,0   | 8   | 8   | 8  | 8  |
| 9    | Nozomi Watanabe / Akiyuki Kido         | Japonia           | 18,0   | 9   | 9   | 9  | 9  |
| 10   | Fan Ru / Suo Bin                       | Chiny             | 20,0   | 10  | 10  | 10 | 10 |
| 11   | Olga Akimova / Andriej Driganow        | Uzbekistan        | 22,0   | 11  | 11  | 11 | 11 |
| 12   | Portia Duval-Rigby / Francis Rigby     | Australia         | 24,0   | 12  | 12  | 12 | 12 |
| 13   | Julia Klochko / Ramil Sarkulov         | Uzbekistan        | 26,0   | 13  | 13  | 13 | 13 |
| 14   | Natalie Buck / Trent Nelson-Bond       | Australia         | 28,0   | 14  | 14  | 14 | 14 |
| 15   | Alexandra Martin / Daniel Price        | Australia         | 30,0   | 15  | 15  | 15 | 15 |